# コーエン兄弟
ジョエル・コーエン（Joel Coen、1954年11月29日 - ）とイーサン・コーエン（Ethan Coen、1957年9月21日 - ）は、アメリカ合衆国の映画監督、脚本家、映画プロデューサーである。コーエン兄弟（コーエンきょうだい、Coen brothers）として共同で映画製作に携わっている。

## 経歴

### 生い立ち
兄のジョエルは1954年11月29日に、弟のイーサンは1957年9月21日に、ミネソタ州ミネアポリス郊外のセントルイスパークで生まれた。父親のエドワードはミネソタ大学で経済学を、母親のレナはセントクラウド大学で美術史を教えていた。また、兄弟の上にデビィという姉がいる。
少年時代から兄弟は読書や映画鑑賞を趣味としていた。ジョエルが貯めたお金で8ミリ映画撮影用機材を購入し、近所で仲間を募って映画を撮り始めたこともあった。この頃製作した映画には、当時兄弟の好きだった映画のリメイクのほかに、ヘンリー・キッシンジャーを主人公にしたオリジナル作品も有ったという。
二人はマサチューセッツ州のバード大学サイモンズロック校を卒業。ジョエルはニューヨーク大学で映画製作を学ぶ。一方イーサンはプリンストン大学で哲学を学んだ。ニューヨーク大学を卒業後、ジョエルはアシスタントとして映画やミュージック・ビデオの製作現場で働くようになる。ジョエルは映画監督のサム・ライミと知り合い、彼が監督したホラー映画『死霊のはらわた』（1981年）の編集助手となった。その後もライミは、コーエン兄弟の友人として公私共に親密な交際を続けている。

### 映画製作者として
このころプリンストン大学を卒業したイーサンが、ジョエルの住むニューヨークを訪れてくる。兄弟は共同で脚本の執筆を開始、後にそれを彼ら自身の手で映画化した処女作『ブラッド・シンプル』（1984年）を監督する。同作は低予算ながら完成度の高いスリラー映画として好評を博し、インディペンデント・スピリット賞の監督賞を受賞。一躍インディペンデント映画界で注目される存在となる。
その後、ハリウッド大手スタジオの20世紀フォックスと契約し、20世紀フォックスからのバックアップを受けて『赤ちゃん泥棒』（1987年）、『ミラーズ・クロッシング』（1990年）、『バートン・フィンク』（1991年）といった作品を次々に監督。特に『バートン・フィンク』は同年度のカンヌ国際映画祭でパルム・ドール、監督賞、男優賞の主要3部門を制覇、兄弟の国際的な知名度を向上させた。
ハリウッドスターを数多く起用し、巨額の製作費を掛けた『未来は今』（1994年）では興行的に惨敗を喫したものの、捲土重来を期した次作『ファーゴ』（1996年）は批評家たちに絶賛され、兄弟に初のアカデミー賞（脚本賞）をもたらした。海外での評価も高く、この作品で兄弟は二度目のカンヌ国際映画祭監督賞を受賞している。『ファーゴ』は2014年からTVシリーズ『FARGO/ファーゴ』となり、兄弟が製作総指揮を務めている。『ビッグ・リボウスキ』（1998年）は公開当時は興行的にも批評的にも微妙な評価だったが、現在ではカルト映画として一部の熱狂的なファンから絶大な支持を受けている。
2000年代に入っても意欲的に活動を続け、ジョージ・クルーニー主演の『オー・ブラザー!』（2000年）は、映画のサウンドトラックが700万枚を超える売上 を挙げるという話題作となった。翌年の『バーバー』（2001年）では往年のフィルム・ノワールを髣髴させる白黒映画の製作に挑戦。『バートン・フィンク』『ファーゴ』に続き三度目のカンヌ国際映画祭監督賞を受賞した。『ディボース・ショウ』（2003年）、『レディ・キラーズ』（2004年）も興行的に成功を収め、批評家たちからの評価は高くとも一般受けはしないという兄弟に貼られたレッテルを返上する活躍を見せた。
『ノーカントリー』（2007年）では作品賞を含むアカデミー賞4部門を受賞。批評家たちから『ファーゴ』に匹敵する傑作だと賞賛され、全世界で1億6000万ドルを上回る興行収入を挙げた。翌年に公開された『バーン・アフター・リーディング』（2008年）も全米興行収入初登場1位という大ヒットを記録。2年後には『トゥルー・グリット』（2010年）で全世界興行収入が『ノーカントリー』を上回る、2億5千万ドルを記録し、コーエン兄弟のキャリアにおいて最大のヒット作となる。
その後も『インサイド・ルーウィン・デイヴィス 名もなき男の歌』（2013年）で、第65回カンヌ国際映画祭審査員特別グランプリを受賞。2015年には第68回カンヌ国際映画祭の審査員長に就任。同映画祭では史上初となる兄弟揃っての審査員長となった。

## 映画製作
便宜上、『ディボース・ショウ』（2003年）までは監督・脚本にジョエル、脚本・製作にイーサンがそれぞれ別個にクレジットされてきたが、実際はどちらも兄弟の共同作業であり、『レディ・キラーズ』（2004年）からは監督・脚本・製作はすべて兄弟の連名となっている。また、コーエン兄弟はロデリック・ジェインズ（Roderick Jaynes）という変名で映画の編集作業も行っている。

### 特徴
コメディ色の強いスリラー映画、もしくはスリラー色の強いコメディ映画、特にユダヤ的な笑いを用いたものを得意としている。作品のテーマとして犯罪、特に誘拐や恐喝を取り扱うことが多い。

### 脚本
基本的に兄弟が制作する映画は彼ら自身が書き上げた脚本に基づくものであるが、物語の大まかな枠組みとして既存の文学作品などからモチーフを借りてくることも多い。
特に兄弟のハードボイルド小説への傾倒は顕著である。『ミラーズ・クロッシング』はダシール・ハメットの『ガラスの鍵』や『血の収穫』を、『ビッグ・リボウスキ』はレイモンド・チャンドラーの『大いなる眠り』を、『バーバー』はジェームズ・M・ケインの『殺人保険』や『郵便配達は二度ベルを鳴らす』をそれぞれ参考にしている。『オー・ブラザー!』ではギリシャの古典叙事詩『オデュッセイア』の翻案がなされた。

### 撮影
技術的な特徴としては、移動撮影や複雑なカット割りの多用が挙げられる。
撮影監督として処女作の『ブラッド・シンプル』から3作目の『ミラーズ・クロッシング』までをバリー・ソネンフェルドが、4作目の『バートン・フィンク』以降の『バーン・アフター・リーディング』と『インサイド・ルーウィン・デイヴィス』を除く『ヘイル・シーザー!』までの作品をロジャー・ディーキンスがそれぞれ担当している。

### 配役
兄弟は彼らの制作映画にしばしば特定の俳優たちを起用することで知られる。スティーヴ・ブシェミ、フランシス・マクドーマンド、ジョン・ポリト、ジョン・タトゥーロ、ジョン・グッドマンらが「コーエン組」として認知されている。しかし近年では兄弟が名声を得たことによる作品のビッグ・バジェット化に伴い、ジョージ・クルーニー等のスター俳優の起用が増え、彼らの出演機会は以前と比べ相対的に減少しつつある。

### 音楽
映画中の音楽はカーター・バーウェルが一貫して作曲している。

### 評価
兄弟はカンヌ国際映画祭の常連であり、『バートン・フィンク』（1991年）で同映画祭初の主要3部門（パルム・ドール、監督賞、男優賞）を制覇したのを皮切りに、『ファーゴ』（1996年）、『バーバー』（2001年）でも監督賞を、『インサイド・ルーウィン・デイヴィス 名もなき男の歌』（2013年）で審査員特別賞をそれぞれ受賞している。アカデミー賞では、『ファーゴ』（1996年）で脚本賞を受賞し、『ノーカントリー』（2007年）では作品賞や監督賞など、計4部門を受賞。名実ともに現代のアメリカ映画界を代表する巨匠として注目を集める存在である。

## 私生活
ジョエルは1984年に『ブラッド・シンプル』に主演したフランシス・マクドーマンドと、イーサンは1993年に『ミラーズ・クロッシング』の編集助手を担当したトリシア・クックとそれぞれ結婚した。どちらの夫婦もニューヨーク在住である。
ジョエルは『ファーゴ』でアカデミー賞脚本賞を、妻のマクドーマンドはアカデミー賞主演女優賞をそれぞれ受賞している。2011年に兄弟でダン・デイヴィッド賞受賞。

## 作品

### 監督作品
- ブラッド・シンプル Blood Simple（1984年）
- 赤ちゃん泥棒 Raising Arizona（1987年）
- ミラーズ・クロッシング Miller's Crossing（1990年）
- バートン・フィンク Barton Fink（1991年）
- 未来は今 The Hudsucker Proxy（1994年）
- ファーゴ Fargo（1996年）
- ビッグ・リボウスキ The Big Lebowski（1998年）
- オー・ブラザー! O Brother, Where Art Thou?（2000年）
- バーバー The Man Who Wasn't There（2001年）
- ディボース・ショウ Intolerable Cruelty（2003年）
- レディ・キラーズ The Ladykillers（2004年）
- パリ、ジュテーム Paris, je t'aime[注 1]（2006年）
- それぞれのシネマ Chacun son cinéma[注 2]（2007年）
- ノーカントリー No Country for Old Men（2007年）
- バーン・アフター・リーディング Burn After Reading（2008年）
- シリアスマン A Serious Man（2009年）
- トゥルー・グリット True Grit（2010年）
- インサイド・ルーウィン・デイヴィス 名もなき男の歌 Inside Llewyn Davis（2013年）
- ヘイル、シーザー! Hail, Caesar!（2016年）[11]
- バスターのバラード The Ballad of Buster Scruggs（2018年）脚本・製作も担当
- マクベス The Tragedy of Macbeth（2021年）※ジョエルが単独で監督・脚本・製作を担当
- ドライブアウェイ・ドールズ Drive-Away Dolls（2024年）※イーサンが単独で監督・脚本・製作を担当
- Jack of Spades（TBA）※ジョエルが単独で監督・脚本・製作を担当

### その他
- 死霊のはらわた The Evil Dead（1981年） - 編集助手
- 魔界からの逆襲 Fear No Evil（1981年） - 編集
- XYZマーダーズ Crimewave（1985年） - 脚本
- ホネツギマン The Naked Man （1998年） - イーサンのみ、脚本
- バッドサンタ Bad Santa（2003年） - 製作総指揮
- モネ・ゲーム Gambit（2012年） - 脚本
- 不屈の男 アンブロークン Unbroken: A World War II Story of Survival, Resilience, and Redemption（2014年） - 脚本
- FARGO/ファーゴ Fargo（2014年） - 製作総指揮（テレビシリーズ）
- ブリッジ・オブ・スパイ Bridge of Spies（2016年） - 脚本
- サバービコン 仮面を被った街 Suburbicon（2017年） - 脚本

## 主な受賞
- アカデミー賞
  - 1996年度 脚本賞 『ファーゴ』
  - 2007年度 作品賞 『ノーカントリー』
  - 2007年度 監督賞 『ノーカントリー』
  - 2007年度 脚色賞 『ノーカントリー』
- ゴールデングローブ賞
  - 2007年度 脚本賞 『ノーカントリー』
- 英国アカデミー賞
  - 1996年度 監督賞 『ファーゴ』
  - 2007年度 監督賞 『ノーカントリー』
- カンヌ国際映画祭
  - 1991年度 パルム・ドール 『バートン・フィンク』
  - 1991年度 監督賞 『バートン・フィンク』
  - 1996年度 監督賞 『ファーゴ』
  - 2001年度 監督賞 『バーバー』
  - 2013年度 審査員特別賞 『インサイド・ルーウィン・デイヴィス 名もなき男の歌』
- ヴェネツィア国際映画祭
  - 2018年度 脚本賞 『バスターのバラード』
- ニューヨーク映画批評家協会賞
  - 1996年度 作品賞 『ファーゴ』
  - 2007年度 監督賞 『ノーカントリー』
  - 2007年度 脚本賞 『ノーカントリー』
- インディペンデント・スピリット賞
  - 1985年度 監督賞 『ブラッド・シンプル』
  - 1996年度 作品賞 『ファーゴ』
  - 1996年度 監督賞 『ファーゴ』
  - 1996年度 脚本賞 『ファーゴ』